# 王桥镇 (馆陶县)
王桥镇，是中华人民共和国河北省邯郸市馆陶县下辖的一个镇，原为王桥乡，2022年12月撤乡设镇。

## 行政区划
王桥镇下辖以下地区：
王桥村、后姚庄村、赵庄村、北留庄西村、南郭庄村、西留庄南村、李桥村、鸭窝村、罗庄村、徐万仓村、和尚寨村、西留庄北村、刘齐固村、冯井寨村、北孙店东村、董井寨村、李井寨村、南孙店西村、路庄村、姚齐固村、南孙店东村、前姚庄村、梁齐固村、东盘村、郝庄村、西芦里村、赵齐固村、北孙店西村、贾庄村、南留庄村、旺庄村、吉固庵村、王齐固村、张井寨村、东芦里村、安庄村、北留庄东村、西盘村和平庄村。